# All Shook Up
All Shook Up är en sång inspelad av Elvis Presley. Den nådde förstaplatsen på alla tre amerikanska listor (pop, country och R & B), och den stannade som etta på Billboard Hot 100 i åtta veckor under 1957, från 13 april till 27 maj. På R & B-listan blev "All Shook Up" Elvis Presleys andra singel att nå förstaplatsen. I USA utsågs den till årets hit 1957 på Billboard. Otis Blackwell skrev låten. Den rankades som # 352 på Rolling Stones lista över de 500 Greatest Songs of All Time. 
All Shook Up är också namnet på en Broadwaymusikal bestående av låtar av Elvis Presley, baserad på William Shakespeares Trettondagsafton.

## Övriga inspelningar
The Jeff Beck Group släppte en version av låten på Beck-Ola album (1969), med Rod Stewart på sång och Ronnie Wood på bas. 
The Beatles framförde låten i samband med sin oldies jam sessions under Let It Be 1969. Andra inspelningar av låten inkluderar The Llopis i Mexiko under 60-talet, The Sirex i Spanien och Marco, la voz del Rock and roll en Colombia på 80-talet. 
Låten spelades in av Suzi Quatro i mitten av 1970-talet. Anson Williams framförde låten i Gänget och jag, en TV-serie från 1970-talet. 
År 1991 spelade Billy Joel in låten för filmen Honeymoon in Vegas, vilken även innehöll en del andra Elvis Presley-låtar av olika artister. Joel släppte låten som singel och den nådde # 92 i USA och # 27 i Storbritannien. 
Den finns med på Paul McCartneys album Run Devil Run (1999), och Cliff Richards album Wanted (2001). 
Den har också spelats in av Ry Cooder. 